# RUSLE
RUSLE est une abréviation pour Revised Universal Soil Loss Equation.
C'est un modèle empirique pour quantifier l'érosion des sols qui reprend les termes de l'USLE en corrigeant certaines inexactitudes.
RUSLE calcule l'érosion du sol selon une équation qui prend en compte de nombreux paramètres. Ainsi :
```
Érosion = Climat x Propriétés pédologiques x Topographie x Conditions à la surface du sol x activités anthropiques.
```

| Sigles de 2 caractères   |
| Sigles de 3 caractères   |
| Sigles de 4 caractères   |
| ► Sigles de 5 caractères |
| Sigles de 6 caractères   |
| Sigles de 7 caractères   |
| Sigles de 8 caractères   |